# Mänttä
Mänttä este o fostă comună din Finlanda.